# 岐阜県道408号中野方苗木線
岐阜県道408号中野方苗木線（ぎふけんどう408ごう なかのほうなえぎせん）は、岐阜県恵那市から同県中津川市に至る一般県道である。

## 概要

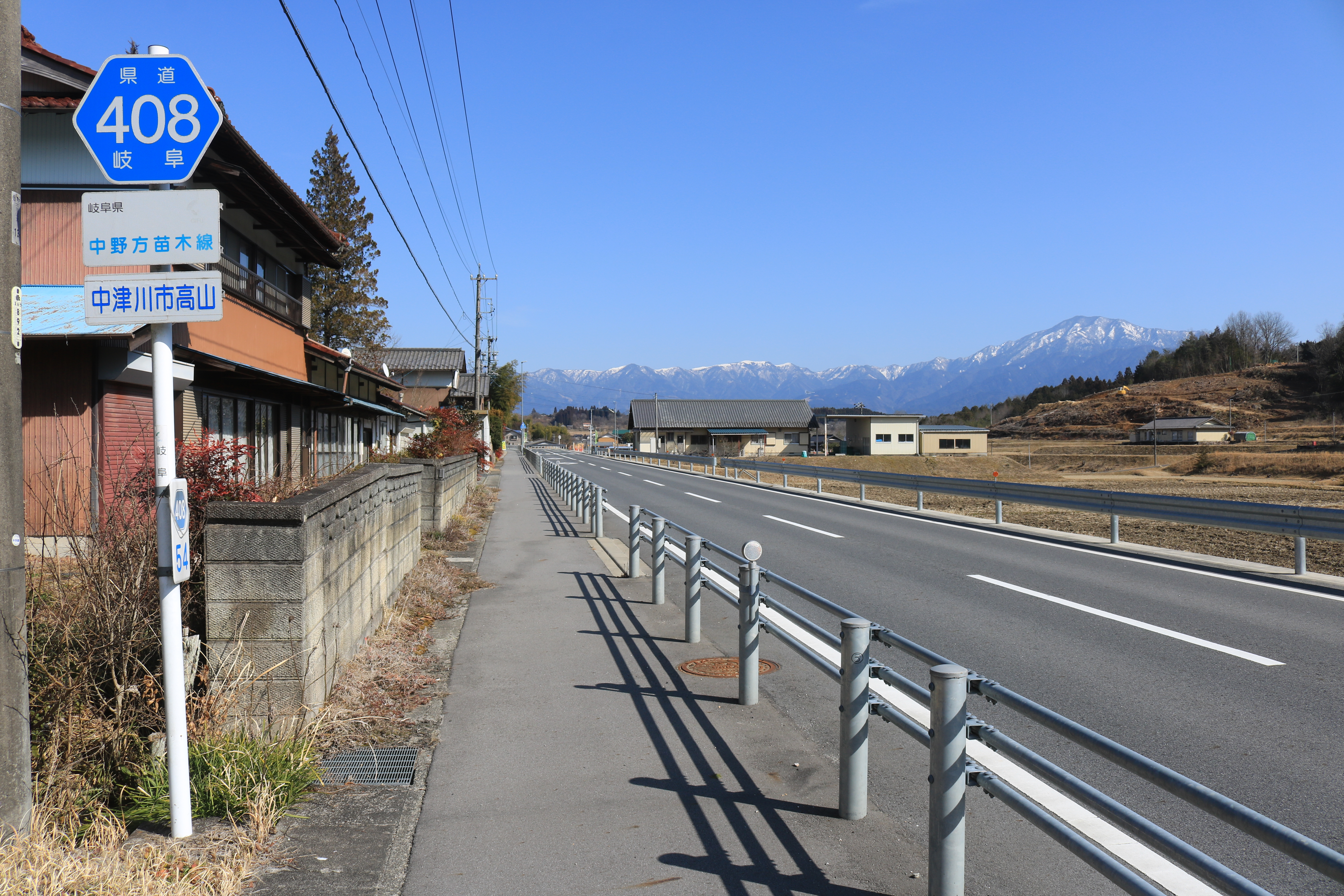
岐阜県道408号中野方苗木線、中津川市高山にて、遠景は右端の恵那山から北側に連なる中央アルプスの山並

### 路線データ
- 起点：岐阜県恵那市中野方町（岐阜県道68号恵那白川線交点）
- 終点：岐阜県中津川市苗木（国道257号交点）

## 沿革
- 1977年（昭和52年）2月27日 - 認定[1]

## 地理

### 通過する自治体
- 岐阜県
  - 恵那市
  - 中津川市

### 接続する道路
- 岐阜県道68号恵那白川線（恵那市中野方町地内）
- 岐阜県道72号恵那蛭川東白川線（中津川市蛭川地内で重複）
- 国道257号（高山交差点）

### 周辺

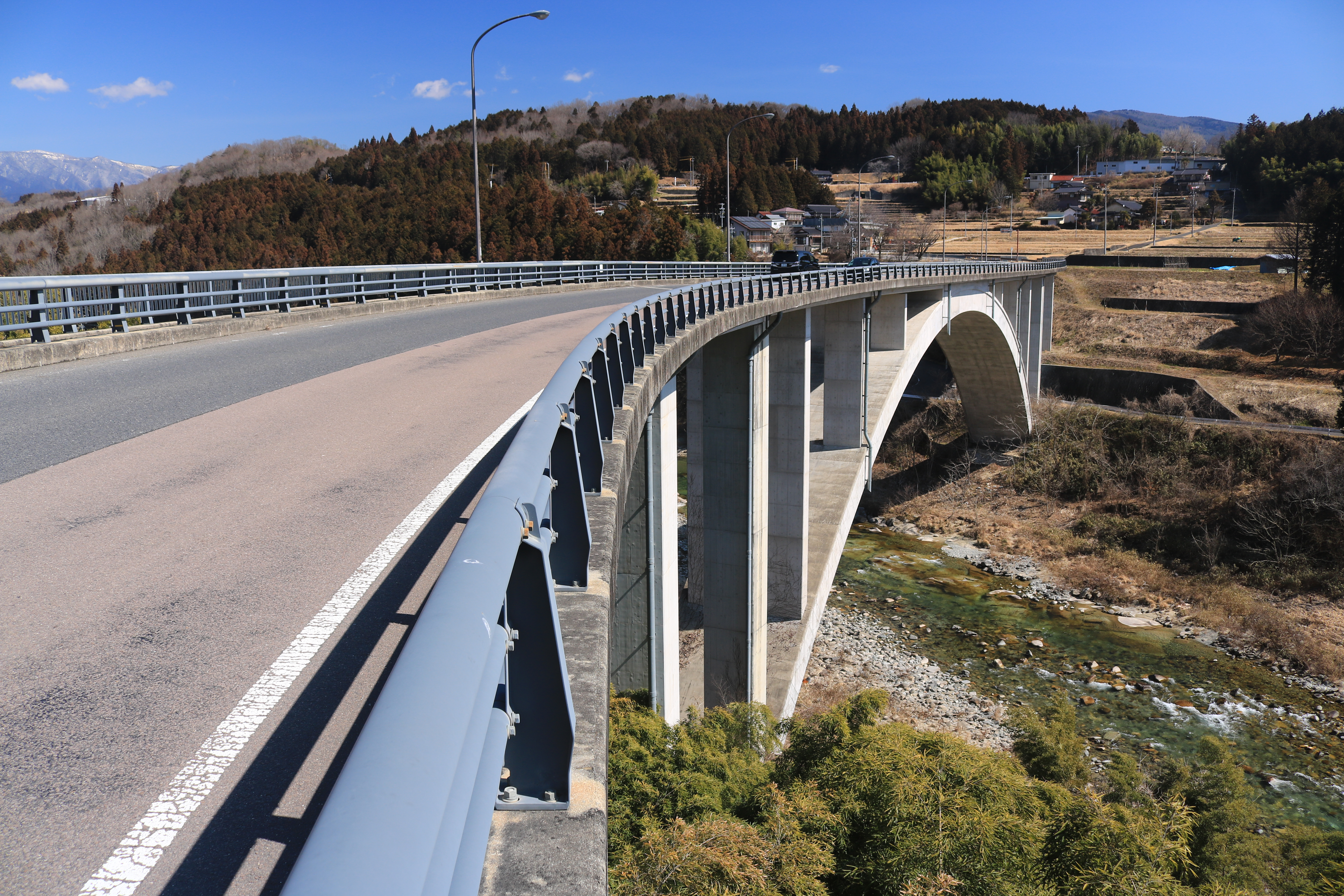
付知川に架かる高山大橋

- 恵那市立中野方小学校
- 蛭川郵便局
- 中津川市立蛭川中学校
- 中津川市立蛭川小学校
- 中津川市蛭川総合事務所
- 中津川市立高山小学校
- 福岡高山簡易郵便局
- 高山大橋（付知川）